# Baudienst

Odznaka Polskiej Służby Budowlanej w Generalnym Gubernatorstwie

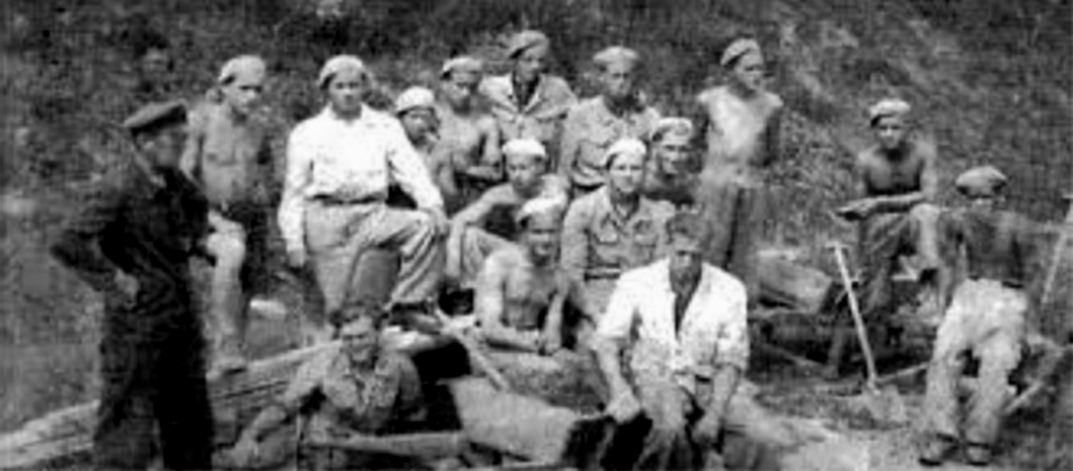
Grupa Polskiej Służby Budowlanej w Generalnym Gubernatorstwie (Kraków, 1941). Drugi z prawej to Karol Wojtyła (późniejszy papież Jan Paweł II), oparty nogą o taczkę

Baudienst im Generalgouvernement (Służba Budowlana w Generalnym Gubernatorstwie) – jedna z form pracy przymusowej zorganizowana przez niemieckie władze okupacyjne dla Polaków i Ukraińców w Generalnym Gubernatorstwie.
Oficjalnie rozpoczęła działalność 20 maja 1940, faktycznie zaś pierwszy jej oddział przystąpił do pracy 22 maja 1940. Jej formalne utworzenie jako instytucji GG nastąpiło na podstawie zarządzenia Generalnego Gubernatora Hansa Franka z 1 grudnia 1940. Do maja 1941 obejmowała zasięgiem wyłącznie dystrykt krakowski, następnie także dystrykt radomski i lubelski, a od września 1941 nowo utworzony Dystrykt Galicja, natomiast nigdy nie została wprowadzona w dystrykcie warszawskim. Organizatorem i kierownikiem SB był przez cały okres jej funkcjonowania oberarbeitsführer Heinrich Hinkel (1892–1950).
Wszystkimi placówkami Służby Budowlanej kierowali Niemcy oddelegowani do tych zadań ze Służby Pracy Rzeszy. Rekrutacja odbywała się na zasadzie poboru niektórych roczników spośród zamieszkałych w Generalnym Gubernatorstwie mężczyzn w wieku 18–60 lat, głównie bezrobotnych lub osób bez stałego zatrudnienia oraz w drodze dobrowolnych zgłoszeń poprzez urząd pracy. Okres odbywania Służby Budowlanej trwał początkowo 3–6 miesięcy, a od końca 1941 do roku (mógł być w razie potrzeby przedłużony). Z czasem władze hitlerowskie grupowały robotników w obozach mieszkalnych. Było to spowodowane masowym uchylaniem się powołanych do Baudienstu młodych ludzi od słabo płatnej (żołd wynosił 1 złoty dziennie) i wyczerpującej pracy fizycznej (prace melioracyjne, budowa dróg i linii kolejowych, a od 1943 praca w przemyśle zbrojeniowym). Osadzanie w strzeżonych obozach stało się powszechną regułą na przełomie lat 1942–1943. Żydów, jako objętych systemem pracy przymusowej, do Baudienstu nie powoływano. Również volksdeutsche nie brali udziału w tej formacji. Dla Ukraińców i członków Goralenvolku były organizowane odrębne jednostki.
Baudienst dzielił się na:
- Polnischer Baudienst (Polska Służba Budowlana),
- Ukrainischer Heimatdienst (Ukraińska Służba Krajowa),
- Goralischer Heimatdienst (Góralska Służba Krajowa)[7].

Hans Frank objaśniał działalność Służby Budowlanej jako społecznie użyteczną. W przemówieniu dla akredytowanych przedstawicieli prasy zagranicznej w Berlinie 9 lutego 1944 powiedział: 

Jeżeli poza tym każdy młodzieniec narodowości polskiej po ukończeniu swego ustawowo ustalonego okresu nauki szkolnej, powołany jest na pewien czas do „Służby Budowlanej” stanowiącej instytucję odpowiadającą organizacjom służby pracy w Niemczech, i w innych krajach europejskich, aby tam w służbie dla dobra powszechnego wśród praktycznych, korzystnych dla ogółu zajęć, nauczył się etyki pracy – to może się to tylko przyczynić do uświadomienia każdego dorastającego Polaka w zakresie współczesnych zagadnień społecznych oraz umożliwić mu zrozumienie wartości wysiłku pracy.

W rzeczywistości jednostki Służby Budowlanej były obozami pracy przymusowej na rzecz państwa niemieckiego, a jednocześnie różne firmy, przeważnie niemieckie i austriackie, korzystały z taniej siły roboczej.
Wprowadzono system represji za zbiegostwo, dotykający nie tylko samego zbiega, ale i jego rodzinę. Za ucieczkę katowano też co dziesiątego zatrudnionego przed frontem oddziału, a uciekinier otrzymywał nawet 70 pałek, następnie umieszczano go w bunkrze głodowym, wykonywano także kary śmierci przez rozstrzelanie.
W Krakowie działały obozy Baudienstu w Dąbiu i Prokocimiu. Śledztwa w sprawie zbrodni w tych obozach Instytut Pamięci Narodowej umorzył. Nieformalny centralny obóz karny Baudienstu mieścił się od października 1940 do kwietnia 1942 na terenie wydzielonego poligonu Wehrmachtu „Południe” w Dębie, a następnie od czerwca 1942 do lipca 1944 w zakładach wapienno-kamieniarskich na Podgórzu w Krakowie (tzw. Liban).
Na terenie Generalnego Gubernatorstwa istniało około 200 obozów Baudienstu, w których przymusowo zatrudniano kilkadziesiąt tysięcy osób. Szybki rozwój liczebny organizacji nastąpił w maju 1942. W latach 1943–1944 Baudienst osiągnął maksymalne zatrudnienie w wysokości 45 tysięcy osób. W przeważającej większości byli to mieszkańcy wsi. W drugiej połowie 1944 organizacja istniała prawdopodobnie w stanie szczątkowym.